# お前だって論法
お前だって論法（おまえだってろんぽう）は、相手の主張する議論を貶めるために、相手がその主張に沿った振る舞いをしていないと断言するような論法である。英語では、「お前も」を意味するラテン語の語句 Tu quoque（英語における発音：[tjuːˈkwoʊkwi, tuːˈkwoʊkweɪ]）、あるいは「appeal to hypocrisy」と称される論理学上の誤謬である。日本語では、偽善の抗弁、そっちこそどうなんだ主義などと表現されることもある。Whataboutismの一種である。

## 誤謬
お前だって論法は、次のようなパターンをとる。
1. 人物Aが、Xを主張する。
2. 人物Bが、Aの行動や過去の主張などは、主張Xに沿ったものではない、と主張する。
3. したがって、主張Xは誤りである。

このような例として次のようなやりとりが考えられる。
ピーター：ビルは税金を騙し取っている。
ビル：お前だって未払いの駐車料金が20件もあるくせに、よくもそんなことが言えたもんだ。
相手の道徳上の性格や、行動は、一般的に議論の論理性とは無関係であり、これは誤謬である。この手法は、燻製ニシンの虚偽を用いた戦術でしばしば用いられる、人身攻撃論法のひとつであり、そこではなんらかの主張なり議論が、それを唱えたり、支持したりする者に関する事実によって拒まれることになる。

## 用例
ナチの戦争犯罪人クラウス・バルビーの裁判において、しばしば議論を呼ぶ弁護士ジャック・ヴェルジェスは、「お前だって論法弁論 (Tu Quoque Defence)」を展開し、アルジェリア戦争においてはジャック・マシュ将軍をはじめとするフランス軍の士官たちも、バルビーの訴因と同様の戦争犯罪を犯していたのだから、フランス国家にはバルビーを裁く道徳上の資格はない、と論じた。この弁論は、法廷に取り上げられず、バルビーは有罪とされた。また、やはりナチ戦犯のヘルマン・ゲーリングもニュルンベルク裁判で同様の論法を用いて検事団の主張の矛盾を突き、しばしば休廷に追い込んだ。

## 関連文献
- Agassi, Joseph (2008). “Rationality and the tu quoque argument”. Inquiry 16 (1–4):  395–406. doi:10.1080/00201747308601691.
- “More about Fallacies as Derailments of Strategic Maneuvering: The Case of Tu Quoque”.   University of Windsor (2003年). 2019年3月19日閲覧。
- Govier, Trudy (1980). “Worries About Tu Quoque as a Fallacy”. Informal Logic 3 (3):  2–4.
- Shapiro, Irving David (January 2011). “Fallacies of Logic: Argumentation Cons”. Etc 64 (1):  75–86.
- Marcus, Kenneth L. (2012). “Accusation in a Mirror”. Loyola University Chicago Law Journal 43 (2):  357–93. SSRN 2020327.